# Exidia glandulosa
Espèce
Synonymes
- Tremella atra Fr. 1782
- Tremella glandulosa Bull. 1789
- Tremella spiculosa Pers. 1796

Exidia glandulosa, en français l'Exidie glanduleuse, est une espèce de champignons (Fungi) basidiomycètes de la famille des Auriculariaceae. Elle n'est pas comestible.
Agent de la pourriture fibreuse, ce champignon porte le nom vernaculaire de beurre de sorcière (comme les Trémelles) ou beurre noir de sorcière.

## Habitat
Elle croît toute l'année sur les branches mortes des feuillus.

## Description
Elle forme des masses noires gélatineuses, irrégulières, plissées ou lobées.